# Tamna maglica
Tamna maglica je neprozirni hladni međuzvjezdani oblak plina i prašine nepravilnog oblika i nejasnih granica. Vidi se kad zaklanja svjetlost pozadinskih zvijezda kao Vreća ugljena u zviježđu Križu ili kad zaklanja svjetlost emisijskih maglica kao Konjska glava. Prosječna je temperatura tamne maglice od 10 do 100 K, a unutrašnjost je znatno hladnija (od 7 do 15 K) od vanjskih dijelova. Može sadržavati i više od milijun Sunčevih masa tvari i zauzimati prostor promjera većeg od 600 svjetlosnih godina. Prosječna je gustoća maglice od 100 do 300 molekula po kubičnom centimetru, a na pojedinim mjestima može dosegnuti 100 000 molekula po kubičnom centimetru. Plinove maglice čine vodik, helij, amonijak, formaldehid, ugljikov monoksid i više od 150 različitih vrsta molekula. Čestice prašine obložene su smrznutim ugljikovim monoksidom i kisikom, koji apsorbiraju vidljivu svjetlost pa se unutrašnjost maglice može promatrati samo u području infracrvenog i mikrovalnog zračenja.

## Konjska glava
Konjska glava (Barnard 33) je tamna maglica lako prepoznatljiva oblika smještena u zviježđu Orion, južno od zvijezde Alnitak, udaljena od Zemlje oko 1 500 svjetlosnih godina. Otkrila ju je W. Fleming 1888. Dio je većega Orionova kompleksa molekularnih oblaka. Sadrži hladne guste plinove (do danas je otkriveno oko 100 vrsta) i prašinu građenu od velikih i složenih organskih molekula. Zauzima prostor promjera približno 16 svjetlosnih godina, a ukupna masa joj je oko 300 puta veća od Sunčeve. Iza tamne maglice nalazi se užareni vodik ružičastocrvene boje. Svijetle točke u maglici su zvijezde u nastajanju.

## Vreća ugljena
Vreća ugljena ili Južna vreća ugljena je najprominentnija tamna maglica na nebu. Lako je vidljiva golim okom kao silueta tamne zakrpe nasuprot južnijeg 
Mliječnog puta. Udaljena je otprilike 600 svjetlosnih godina od Zemlje. Nalazi se u zviježđu Južnome križu. Prekriva blizu 7° s 5° ponešto u susjedna zviježđa Centaur i Mušicu. Prvo promatranje bilo je ono u izvješću Vicentea Yáñeza Pinzóna godine 1499. Amerigo Vespucci nazvao je maglicu "il Canopo fosco" (crni Canopus). Također su ju nazivali "Macula Magellani" (Magellanova točka) i "Crni Magellanov oblak" nasuprot Magellanovim oblacima. Godine 1970. Kalevi Mattila dokazao je da Vreća ugljena nije sasvim crna. Ima vrlo slabašan dašak svjetla (10% sjajnosti okolne Mliječnog puta), što dolazi od refleksije zvijezda koje zatamnjuje.

## Slike
|                               |                                                        |                                                                        |                                                             |
| Snimak maglice Vreća ugljena. | Tamni dio maglice Laguna (Messier 8) je tamna maglica. | Tamna maglica Konjska glava - svijetle točke su zvijezde u nastajanju. | Tamni dio Trodijelne maglice (Messier 20) je tamna maglica. |

## Poveznice
- Međuzvjezdani oblak
- Međuzvjezdana tvar
- Zvjezdani vjetar